# Municipio de Summit (condado de Marion, Iowa)
El municipio de Summit (en inglés: Summit Township) es un municipio ubicado en el condado de Marion en el estado estadounidense de Iowa. En el año 2010 tenía una población de 1444 habitantes y una densidad poblacional de 12,58 personas por km².

## Geografía
El municipio de Summit se encuentra ubicado en las coordenadas 41°27′18″N 93°2′15″O / 41.45500, -93.03750. Según la Oficina del Censo de los Estados Unidos, el municipio tiene una superficie total de 114.78 km², de la cual 103,24 km² corresponden a tierra firme y (10,05 %) 11,53 km² es agua.

## Demografía
Según el censo de 2010, había 1444 personas residiendo en el municipio de Summit. La densidad de población era de 12,58 hab./km². De los 1444 habitantes, el municipio de Summit estaba compuesto por el 96,54 % blancos, el 0,69 % eran afroamericanos, el 1,66 % eran asiáticos, el 0,07 % eran de otras razas y el 1,04 % eran de una mezcla de razas. Del total de la población el 0,9 % eran hispanos o latinos de cualquier raza.